# 撒丁统治者列表
本条目列出了撒丁岛各统治者的名单。

## 蛮族国王
- 533年-534年 高达斯 (Goddas，汪达尔人)

被拜占庭帝国灭亡。

## 阿拉伯统治
990年，撒丁岛被萨拉森人占领，随后60年内一直处于阿拉伯帝国和意大利比萨的争夺中。
- 1015年-1016年 穆贾西德·阿尔·穆瓦法克 (Mujahid al-Muwaffaq )

## 基督教统治
1016年，比萨夺回对撒丁岛的统治权。

### 托雷斯王朝
- 1038年-1050年 巴里松奈一世

### 霍亨斯陶芬王朝
- 1241年-1257年 恩佐

### 西班牙共主邦联
1295年， 撒丁岛和科西嘉岛被教宗封予亞拉岡王國，亞拉岡国王及以后的西班牙国王兼任撒丁尼亚和科西嘉国王，但阿拉贡在1324年才占领撒丁岛。
- 1324年-1329年 海梅二世（正义王）
- 1327年-1336年 （善良的）阿方索四世
- 1336年-1387年 （礼貌的）佩德罗四世
- 1387年-1396年 胡安一世（猎手）
- 1396年-1410年 （仁慈的）马蒂诺二世
- 1412年-1416年 斐迪南一世
- 1416年-1458年 （宽宏的）阿方索五世
- 1458年-1479年 胡安二世
- 1479年-1516年 （天主教徒）斐迪南二世
- 1516年-1555年 （疯女）胡安娜，全部任期内都因被疑精神失常而被囚禁
- 1516年-1556年 卡洛斯一世 哈布斯堡王朝
- 1556年-1598年 腓力二世
- 1598年-1621年 腓力三世
- 1621年-1665年 腓力四世
- 1665年-1700年 卡洛斯二世
- 1700年-1705年 腓力五世 波旁王朝
- 1705年-1713年 奥地利的卡尔大公

### 奥地利统治
1713年西班牙王位繼承戰爭后，撒丁岛的统治权归奥地利所有，直到1720年。

### 萨伏伊王朝
1720年，作为西西里国王的维托里奥·阿梅迪奥二世将西西里岛与奥地利作交换，换来对撒丁岛的统治权，改称撒丁國王。
- 维托里奥·阿梅迪奥二世 1720年-1730年
- 卡洛·埃马努埃莱三世: 1730年-1773年
- 维托里奥·阿梅迪奥三世: 1773年-1796年
- 卡洛·埃马努埃莱四世: 1796年-1802年
- 維托里奧·埃馬努埃萊一世: 1802年-1821年
- 卡洛·費利切: 1821年-1831年

萨伏伊-卡林尼亚诺分支
- 卡洛·阿尔伯托: 1831年-1849年
- 维托里奥·埃马努埃莱二世: 1849年-1861年

1861年，并入新成立的意大利王国。

## 相关主题
- 西西里君主列表
- 那不勒斯君主列表
- 亞拉岡君主列表